# Row, Row, Row Your Boat
Row, Row, Row Your Boat ("rema, rema, rema la tua barca") è una filastrocca e canone perpetuo in lingua inglese.
A volte, Row, Row, Row Your Boat viene cantata da più persone mentre fingono di remare una barca.

## Storia
Sebbene avesse un testo leggermente diverso da quello attuale e una melodia molto differente, Row, Row, Row Your Boat venne pubblicata originariamente nel 1852. La filastrocca uscì nuovamente due anni più tardi con un testo identico e una melodia diversa. La versione odierna di Row, Row, Row Your Boat venne edita per la prima volta su The Franklin Square Song Collection del 1881, ove viene attribuita a Eliphalet Oram Lyte. Tuttavia, non è chiaro se lui avesse composto o riadattato il brano.
Nel Roud Folk Song Index, il brano è inserito al numero 19236.

## Testo
Gently down the stream.

Merrily, merrily, merrily, merrily,

Life is but a dream.»
Delicatamente lungo il ruscello.

Spartito di Row, Row, Row Your Boat

Con gioia, con gioia, con gioia, con gioia,

La vita è solo un sogno.»

### Varianti
Di Row, row, row your boat esistono alcune versioni alternative con la stessa base musicale dell'originale ma un testo goliardico e irriverente. Qui ne sono riportati alcuni esempi.
Row, row, row your boat,

Gently down the stream.

If you see a crocodile,

Don't forget to scream.

Rema, rema, rema la tua barca,

Delicatamente lungo il ruscello.

Se vedi un coccodrillo,

Non dimenticare di urlare.

Row, row, row your boat,

Underneath the stream.

Ha Ha! I fooled you,

I'm a submarine!

Rema rema rema sulla tua barca,

Sotto il ruscello.

ah ah! ti ho fregato,

Sono un sottomarino!

Row, row, row your boat,

Gently down the stream.

Throw your teacher overboard

And listen to her scream.

Rema rema rema sulla tua barca,

Delicatamente lungo il ruscello.

Butta in mare la tua maestra

E ascoltala urlare.

Row, row, row your boat,

Gently down the stream.

Try to make it back to shore

Before your boat sinks.

Rema rema rema sulla tua barca,

Delicatamente lungo il ruscello.

Prova a tornare a riva

Prima che la tua barca affondi.

## Cover
L'album 101 Gang Songs (1960) di Bing Crosby contiene un medley ove si può sentire Row, Row, Row Your Boat. Crosby eseguì il canone perpetuo assieme alla sua famiglia durante un suo concerto al London Palladium, che è documentato su Bing Crosby Live at the London Palladium (1976).